# Super Sidekicks
Super Sidekicks é uma série de jogos eletrônicos de futebol para o console arcade, criada pela SNK para a plataforma Neo-Geo, sendo uma das mais famosas franquias dos fliperamas no seu tempo.
Os games tinham efeitos sonoros extremamente exagerados. Cada passe de bola ou falta cometida mais parecia um golpe de jogo de luta, ao menos de forma sonora.
A ordem cronológica dos jogos da serie são:
| # | Lançamento | Nome no Ocidente                           | Nome no Oriente                          |
| - | ---------- | ------------------------------------------ | ---------------------------------------- |
| 1 | 1993       | Super Sidekicks                            | Tokuten-ō                                |
| 2 | 1994       | Super Sidekicks 2: The World Championship  | Tokuten-ō 2 - Real Fight Football        |
| 3 | 1995       | Super Sidekicks 3: The Next Glory          | Tokuten-ō 3 - Eikoue no Michi            |
| 4 | 1996       | The Ultimate 11: SNK Football Championship | Tokuten-ō - Honoo no Libero              |
| 5 | 1998       | Neo Geo Cup '98: The Road to the Victory   | Neo Geo Cup '98: The Road to the Victory |